# Manaslu-Granit
Der Manaslu-Granit ist ein miozäner Leukogranit in Nepal, der den Gipfelbereich des Manaslu (Nepalesische Sprache मनास्लु – 8163 m) aufbaut und zusammen mit einem Dutzend anderer Intrusionen zu den Leukograniten des Hochhimalaya gerechnet wird.

## Geologische Einführung

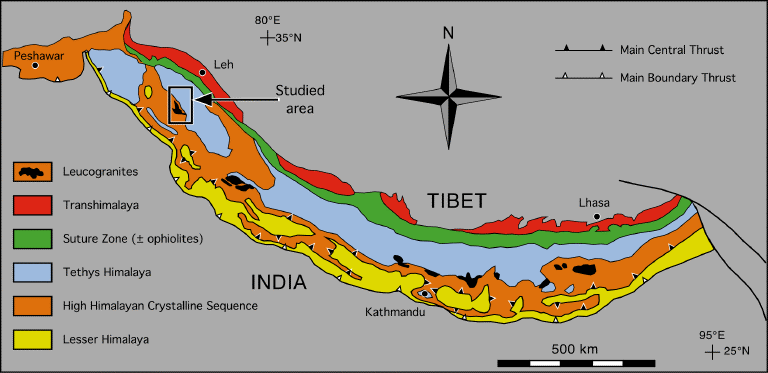
Geologische Übersichtskarte des Himalaya, in Schwarz die Leukogranite. Der Manaslu-Granit befindet sich im Nordwesten von Kathmandu.

Die Kollision des nördlichen passiven Kontinentalrandes der Indischen Platte mit dem aktiven südlichen Kontinentalrand Eurasiens (bestehend aus dem Karakoram im Westen und dem Lhasa-Block in Tibet) begann bereits im Paläozän und setzte sich bis auf den heutigen Tag weiter fort. Die Konsequenz bestand in der Schließung der Tethys, deren letzte marine Sedimente entlang der Indus-Yarlung-Tsangpo-Sutur aufgeschlossen sind und aus dem frühen Eozän stammen. Sie sind 50,5 bis 49 Millionen Jahre alt. Kollisionsbedingt kam es zu Krusteneinengung (Imbrikationen), Metamorphose und partiellem Aufschmelzen, in Verband mit Faltung, Abscherungen und einem Abgleiten von Deckensystemen in südlicher Richtung über den nordindischen Kontinentalrand hinweg. Das beständige Vordringen Indiens gen Norden in den eurasischen Kontinent hinein bewirkte letztlich eine Verdopplung der Krustendicke bis auf 70 Kilometer sowohl unterhalb des Himalayas als auch unterhalb des Karakoram-Lhasa-Blocks. Es entstand das Tibet-Plateau, das größte Hochplateau der Erde mit Höhen über 5000 Meter.

Drift des Indischen (Sub-)Kontinents im Verlauf des Känozoikums

Das Himalaya-Orogen baut sich aus fünf mehr oder weniger parallel zueinander verlaufenden lithotektonischen Gürteln auf:
- dem Transhimalaya-Batholith im Norden (rot)
- der Indus-Yarlung-Tsangpo-Suturzone (grün)
- der tethyalen Hochhimalaya-Sedimentfolge (hellblau)
- der metamorphen Greater Himalaya Sequence (orange)
- dem Vorderen Himalaya im Süden (gelb)

Die Oberkruste des Tethys-Himalaya besteht aus 10 bis 12 Kilometer mächtigen, gefalteten und überschobenen Sedimenten des Phanerozoikums (Ediacarium bis Eozän) – bezeichnet im Englischen als Higher Himalayan Sedimentary Series (HHSS – Hochhimalaya-Sedimentfolge). Sie werden im Norden von der Indus-Yarlung-Tsangpo-Sutur abgeschnitten und finden nach Süden ihr Ende im flach liegenden Abscherhorizont des South Tibetan Detachment System (abgekürzt STDS – Südtibetisches Abscherungssystem) mit Top nach Norden als Bewegungssinn. Südlich hiervon schließt sich die bis maximal 15 Kilometer mächtige Greater Himalayan Sequence (GHS) an – Metamorphite des Barrow-Typs, Migmatite und Leukogranite. Ihre stratigraphisch tiefsten Metapelite (Kuncha-Pelit) sind etwas älter als 1830 Millionen und stammen somit aus dem Proterozoikum. Die GHS endet gen Süden in einer 2 bis 4 Kilometer mächtigen Zone mit umgekehrt liegenden Metamorphose-Isograden, die ausgehend von der Sillimanit-Disthen-Zone zur Biotit-Chlorit-Zone zurückreichen. An der Basis folgt eine duktile Überschiebungszone mit Top nach Süden als Bewegungssinn, die Main Central Thrust (MCT – zentrale Hauptüberschiebung). Der südlich davor liegende Vordere Himalaya (engl. Lesser Himalaya) führt unterschobene Gesteine der Indischen Platte, darunter Proterozoisches Grundgebirge und Paläozoische Decksedimente relativ geringer Mächtigkeit. Das Himalaya-Orogen endet mit den beiden Überschiebungssystemen der Main Boundary Thrust und der Main Frontal Thrust im nördlichen Vorland Pakistans und Indiens. Die nirgendwo aufgeschlossene Unterkruste des Himalaya setzt sich vermutlich aus unterschobenen granulitfaziellen Schildgesteinen Indiens zusammen.
Die Leukogranite des Hochhimalaya (engl. High Himalaya Leucogranites oder abgekürzt HHL) bilden einen unterbrochenen Gürtel von rund 1900 Kilometer Länge, der sich von Nordpakistan (Zanskar) bis Bhutan erstreckt. Ein Dutzend Plutone und zahllose kleinere Schichtkörper und Stöcke überlagern die Kristallingesteine der Higher Himalayan Crystallines (HHC – Hochhimalayakristallin, bzw. auch Greater Himalayan Cristallines – GHC oder auch Greater Himalayan Sequence – GHS), bestehend aus Marmoren, Kalksilikaten, Metapeliten und Augengneisen. Die Plutone intrudieren unterhalb der Metasedimente der HHSS, welche die ehemalige, jetzt tektonisch verfrachtete Sedimentbedeckung des Kristallins darstellen. Die größeren Leukogranitkörper nehmen eine strukturell einheitliche Position im oberen Abschnitt der GHC ein (in der migmatitischen Sillimanit-Alkalifeldspatzone) und liegen immer unterhalb des STDS. Law und Kollegen (2004) sehen im STDS eine sich passiv streckende Abscherung, unterhalb derer sich eine duktile Extrusion der GHC-Mittelkruste als kanalisierte Fließbewegung (engl. Channel Flow) in kombinierter Couette- und Poiseuille-Strömung nach Süden vollzog. Dieses Channel-Flow-Modell sieht in der GHC einen leicht nach Nord geneigten kanalartigen Bereich, dessen Mittelkrustenmaterial 80 bis 100 Kilometer nach Süden ausgepresst wurde bzw. vom überdickten Südrand des Tibet-Plateaus aus viskos in Richtung des dünneren Falten- und Überschiebungsgürtels im nordindischen Vorland abfloss.
Der Kontakt des Leukogranits mit der STDS und den darüberliegenden Hüllsedimenten der Trias und des Jura ist am Pass Larkya La nördlich des Manaslu wunderschön aufgeschlossen.

## Beschreibung

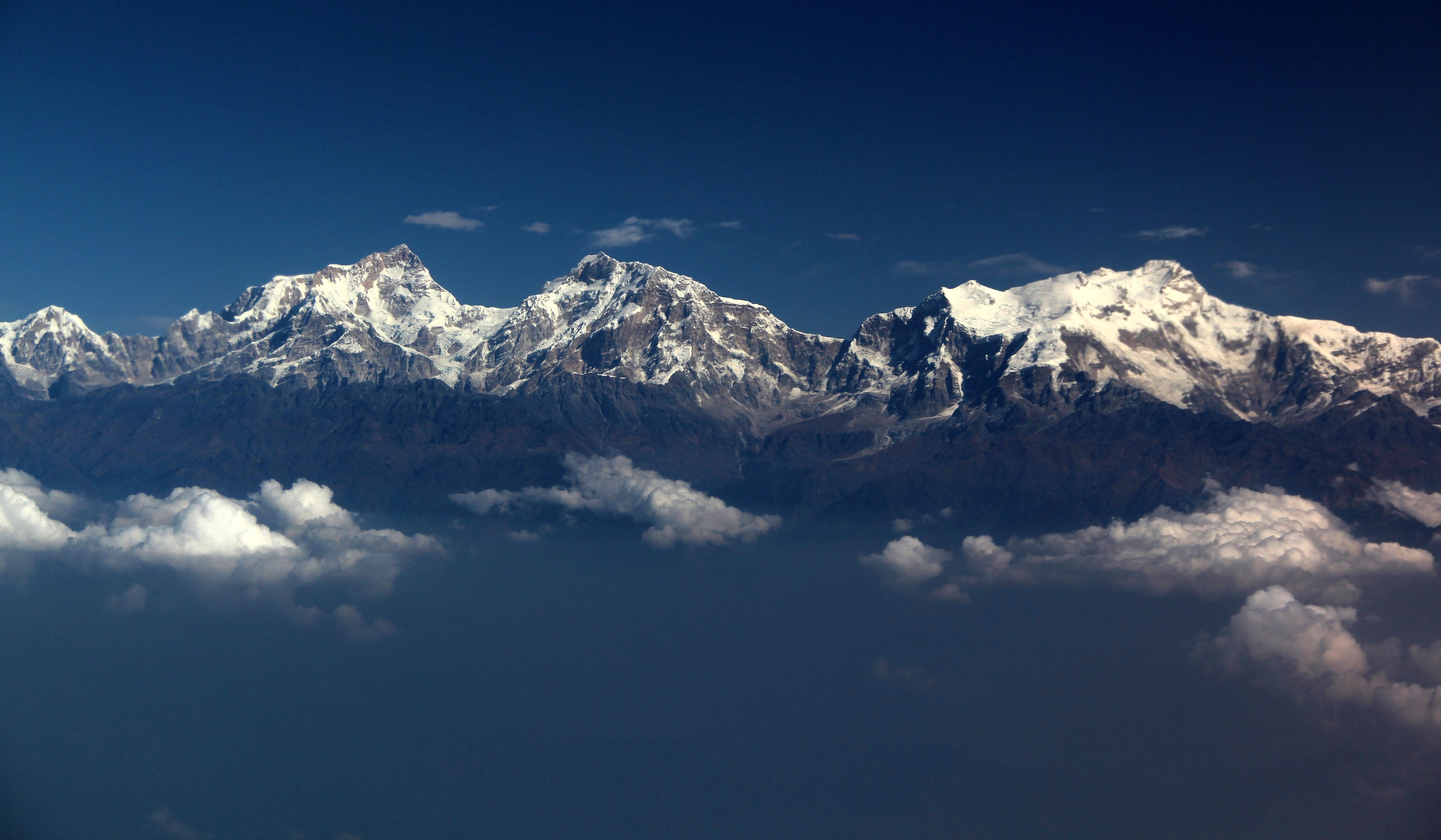
Manaslu (links) und rechts anschließend Ngadi Chuli und Himalchuli

Der Manaslu-Granit ist ein 5 bis maximal 10 Kilometer mächtiger linsenförmiger Körper, ein Lakkolith, der sanft nach Nordnordost einfällt. Es handelt sich aber bei ihm um keinen klassischen Diapir, sondern wohl eher um einen tafelartigen, stark aufgeblähten Lagergang. Er entsendet an seinem Südostende einen rund 60 Kilometer langen Seitenarm, den Chhokang-Arm, nach Osten, welcher zur innerhalb der GHC gelegenen Chame-Überschiebung, einer dextralen duktilen Scherzone, parallel verläuft. Im Kartenbild erscheint der rund 400 Quadratkilometer bedeckende Leukogranit als nach Südost ausgelängtes Rechteck von zirka 30 Kilometer Länge und 13 Kilometer Breite (mit einem Länge/Breite-Verhältnis von 2,3). Der Gipfelaufbau des 8163 Meter hohen Manaslu befindet sich am Südostende der Intrusion und besteht vollständig aus Leukogranit.
Die Intrusion erfolgte in eine unterhalb einer nach Norden gekippten Antiklinalstruktur der tethyalen Metasedimente, deren Basis von der STDS abgeschnitten wird. Die STDS wird von reiner Scherung dominiert, enthält aber auch sehr flach einfallende Abschiebungen mit Versatz nach Norden. Sie legt sich mit der Phu-Überschiebung über den Manaslu-Granit und platziert Sedimente des Silurs und Devons über die gescherte Kontaktzone des Leukogranits.
Innerhalb des Leukogranitplutons finden sich Anzeichen für rechtsverschiebende duktile Scherung (Top nach Süden), was auf Interndeformation des noch heißen Leukogranits hindeutet. Die Intrusion wurde hauptsächlich durch eindringende Gänge bewerkstelligt, die bis in eine damalige Teufe von ungefähr 12 Kilometer, d. h. bis an die Spröd-Duktil-Grenze aufdrangen. Von den Gängen ausgehend verteilte sich das Magma in zur Foliation konkordant verlaufende Lagergänge, die sich sodann aufblähten (engl. ballooning). Unterhalb der STDS liegen Gneise des HHC (bzw. GHC), die ihrerseits durch nach Süden gerichtete Bewegungen entlang der MCT auf niedriggradige Schiefergesteine des Lesser Himalaya aufgeschoben wurden. Die unterhalb des Leukogranits gelegene Einheit I des GHC (metapelitische Einheit I des Neoproterozoikums bzw. Haimanta-Formation) wird aufgrund ihrer geochemischen Zusammensetzung und ihrer Isotopenverhältnisse jetzt generell als Ausgangsgestein des Leukogranits angesehen, aber auch die Augengneise der Einheit III sind durchaus zu berücksichtigen. Die Platznahme war im oberen Abschnitt der GHC erfolgt, wobei Magma entlang den Anisotropieebenen der metamorphen Foliation seitlich injiziert wurde.

## Physikalische Parameter
Metamorphe und thermobarometrische Ergebnisse legen nahe, dass der Manaslu-Granit an seiner Basis Drucken von 0,5 bis 0,6 Gigapascal ausgesetzt war, was einer Teufe von 18 bis 21 Kilometer entspricht. Der Dachbereich des Plutons stand unter 0,3 bis 0,4 GPa, d. h. unter einer Auflast von 9 bis 13 Kilometer. Die begleitenden Temperaturen lagen zwischen 550 und 650 °C. Experimentelle Arbeiten legen jedoch nahe, dass die maximalen p-T-Bedingungen während des wasseruntersättigten Aufschmelzvorgangs wahrscheinlich 0,8 GPa und 750 °C erreicht hatten.

## Mineralogie und Petrologie

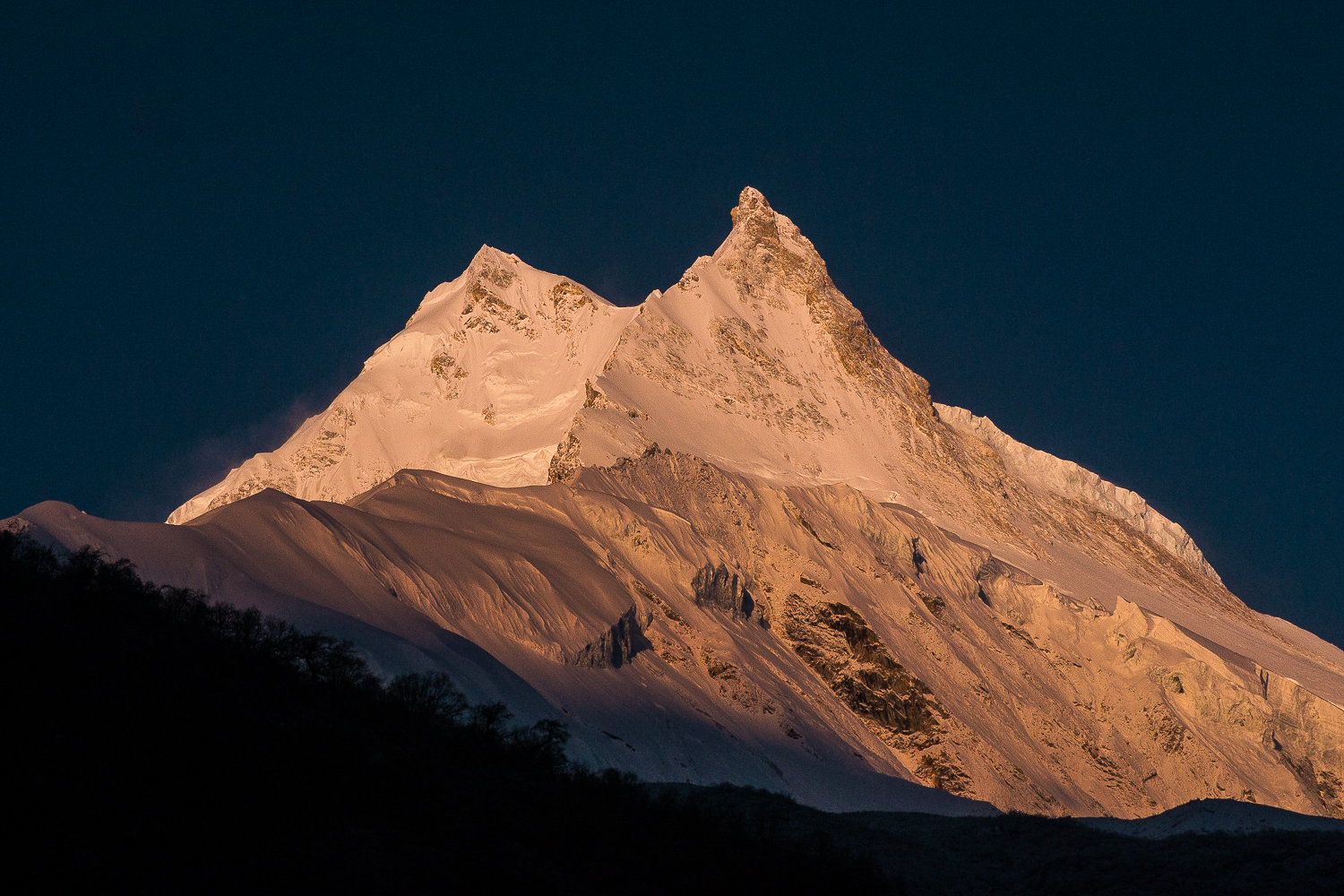
Manaslu Ost- und Hauptgipfel (links) von Südost. Erkennbar das leichte Einfallen der Leukogranitplatte nach rechts in nördliche Richtung.

Der Manaslu-Granit wird von den Mineralen xenomorpher Quarz (31,9 Volumenprozent), Plagioklas (37 Volumenprozent – An21 bis An2), perthitischer Alkalifeldspat (21 Volumenprozent), Muskovit (7 Volumenprozent), Turmalin und oft auch Biotit (3 Volumenprozent) aufgebaut. Der Biotit ist gewöhnlich in Chlorit umgewandelt. Turmalin ist sehr häufig (bis mehrere Volumenprozent), wird aber nicht zur eigentlichen Paragenese gerechnet, da er gewöhnlich mit querenden aplitischen und pegmatitischen Gängen assoziiert ist. Akzessorien sind Granat, Monazit und Zirkon. Gesteinsumwandlungen sind selten. Die planare Einregelung der Glimmer definiert eine magmatische Foliation. Als Gesteinseinschlüsse sind gelegentlich Migmatitbruchstücke und Glimmerenklaven im Leukogranit enthalten, andere Magmatite kommen nicht vor. Recht häufig sind auch Schlieren und so genannte Geisterstrukturen (engl. ghosts) von Turmalin und Quarz. Hierbei handelt es sich um spätmagmatische bis metasomatische  kreisförmige Mineralneubildungen durch borhaltige Flüssigkeiten. Duktile Überprägungen wie beispielsweise im Chhokang-Arm haben den Leukogranit dort in einen Augengneis verwandelt.

### Geochemische Zusammensetzung

#### Hauptelemente
Folgende Analysen von Vidal und Kollegen (1982) veranschaulichen die geochemische Zusammensetzung der Hauptelemente des Manaslu-Granits:
| Oxid Gew. % | Leukogranit | Kernbereich Durchschnitt | Seitenarm | Aplit |
| ----------- | ----------- | ------------------------ | --------- | ----- |
| SiO2        | 73,05       | 73,64 – 73,69            | 73,94     | 75,04 |
| TiO2        | 0,15        | 0,09 – 0,10              | 0,07      | 0,05  |
| Al2O3       | 14,59       | 14,85 – 14,87            | 14,76     | 14,19 |
| Fe2O3       | 1,19        | 0,84 – 1,22              | 0,81      | 0,67  |
| MnO         | 0,03        | 0,03 – 0,30              | 0,02      | 0,04  |
| MgO         | 0,11        | 0,11                     | 0,13      | 0,10  |
| CaO         | 0,59        | 0,47                     | 0,46      | 0,06  |
| Na2O        | 3,63        | 4,05                     | 4,14      | 4,38  |
| K2O         | 4,92        | 4,55                     | 4,48      | 4,85  |
| P2O5        |             | 0,13                     | 0,13      |       |
| H2O+        |             | 0,84                     | 0,72      |       |

Der Manaslu-Granit ist ein an Quarz verarmtes, ausgesprochen leukokrates, hoch aluminoses und vorwiegend Natrium betontes Gestein. Der Muskovit-Biotit-Leukogranit, genauer ein Leuko-Adamellit, ist mit Al2O3 = 14,6 Gewichtsprozent und sehr hohem Al2O3/TiO2-Verhältnis ausgesprochen peraluminos (engl. strongly peraluminous oder SP) und sehr reich an Alkalien (Na2O + K2O = 8,5 Gewichtsprozent). Das Verhältnis CaO/Na2O ist niedrig. Seine geochemische Zusammensetzung ähnelt variszischen Zinn-Leukograniten Europas. Er ist aus einer Minimalschmelze hervorgegangen und führt primären Turmalin, Muskovit und Biotit. Die Magnesiumzahl beläuft sich auf 0,22 und ist niedrig. Seine hohe Konzentration an Wärme produzierenden Elementen verweist auf einen Kollisionsgranit (engl. collision granite, abgekürzt COLG) rein krustalen Ursprung.

#### Spurenelemente
| Spurenelement ppm | Leukogranit | Durchschnitt          | Aplit |
| ----------------- | ----------- | --------------------- | ----- |
| Ba                | 415         | 205                   | 16    |
| Ce                | 28,14       | 12,28                 | 3     |
| La                | 13,9        | 8,19                  | 1,42  |
| Nd                | 14,6        | 4,74 (5,76 – 15,4)    | 1,8   |
| Ta                | 3,2         |                       | 10,8  |
| Hf                | 2,2         |                       | 1,95  |
| Sm                | 3,3         | 1,46 (1,69 – 4,0)     | 0,6   |
| Gd                | 3,4         | 1,58                  | 0,65  |
| Rb                | 258         | 286 – 367 (114 – 470) | 569   |
| Tb                | 0,7         |                       | 0,14  |
| Sr                | 131         | 75 (41,6 – 114)       | 7,52  |
| Yb                | 0,62        | 0,64                  | 0,32  |
| Lu                | 0,083       | 0,10                  | 0,058 |
| Zr                | 69          | 25                    | 10    |
| Th                | 5,6         | 6 (2,89 – 8,83)       | 0,93  |
| U                 |             | 8 (3,94 – 15,9)       |       |

Bei den Spurenelementen zeichnet sich der Manaslu-Granodiorit durch hohe Gehalte der inkompatiblen Elemente Rubidium, Tantal und Cäsium aus, welche ihn als stark differenzierten Granitoiden zu erkennen geben. Die geringen Konzentrationen an HREE, Yttrium, Zirconium und Hafnium sind typisch für Granite der Kollisionszonen. Die Verhältnisse Rb/Zr und Ta/Nb sind hoch und unterscheiden Kollisionsgranite deutlich von anderen Graniten.

#### Isotopenverhältnisse
Der Manaslu-Granit zeichnet sich durch sehr hohe Strontiuminitialverhältnisse (87Sr/86Sr) von 0,7400 bis 0,7800 (0,7445 – 0,7738) aus. Seine εSr-Werte sind mit + 513 ausgesprochen hoch, die εNd-Werte mit − 12 jedoch sehr niedrig. Das Verhältnis 143Nd/144Nd schwankt zwischen 0,511894 und 0,511952. Bei den Bleiverhältnissen beträgt 206Pb/204Pb 18,679 bis 18,865, 207Pb/204Pb 15,744 bis 15,779 und 208Pb/204Pb 39,231 bis 39,337. Sein Sauerstoffisotopenverhältnis δ18O erreicht 12,2 ‰ und ist somit sehr hoch.

### Petrologische Fazies
Petrologisch besteht der Manaslu-Granit aus zwei Faziestypen. Rund 80 Prozent werden von einem Zweiglimmer-Leukogranit beansprucht, die restlichen 20 Prozent nimmt ein turmalinführender Leukogranit ein. Der Zweiglimmer-Leukogranit besitzt im Vergleich zum Turmalin-Leukogranit sowohl ein niedrigeres Rb/Sr- als auch ein niedrigeres Strontiuminitialverhältnis. Diese niedrigen Verhältniswerte sind jedoch mit den Werten in den peraluminosen Metagrauwacken des GHC durchaus vergleichbar, weswegen Guillot und Le Fort (1995) sie als anatektische Quellgesteine in Betracht ziehen.
Faziesunabhängig herrschen im Südwestabschnitt des Plutons recht feine Korngrößen vor, wohingegen das Zentrum und der Nordosten mit bis zu maximal 10 Millimeter grobkörniger ausfallen. Diese Korngrößenunterschiede – vermutlich durch unterschiedliche Anschnittsniveaus im Pluton hervorgerufen – sind ebenfalls korrelierbar mit dem Rb/Sr-, dem Strontiuminitial- und dem Th/U-Verhältnis. So zeigen das Zentrum und der Nordosten (beide grobkörnig) ein höheres Rb/Sr-Verhältnis als der feinkörnige Südwesten. Auch das Strontiuminitialverhältnis ist erhöht (> 0,7520), das Th/U-Verhältnis ist jedoch kleiner als 0,7 und somit niedriger. Eine Ausnahme hiervon stellt ein kleines Gebiet im Südwesten dar, dessen Strontiuminitialverhältnis ebenfalls 0,7520 überschreitet. Die Isotopenverhältnisse können selbst noch im Meterbereich eine sehr hohe Variabilität aufweisen, was Heterogenitäten im Ausgangsmaterial bzw. Inhomogenitäten in der Magmakammer vermuten lässt. Möglicherweise setzt sich der Pluton auch aus zahllosen anatektischen Einzelschüben zusammen. Der Grad der anschließenden magmatischen Differentiation dürfte gering gewesen sein, wobei Monazit und Zirkon bereits sehr früh fraktionierten.

## Strukturen

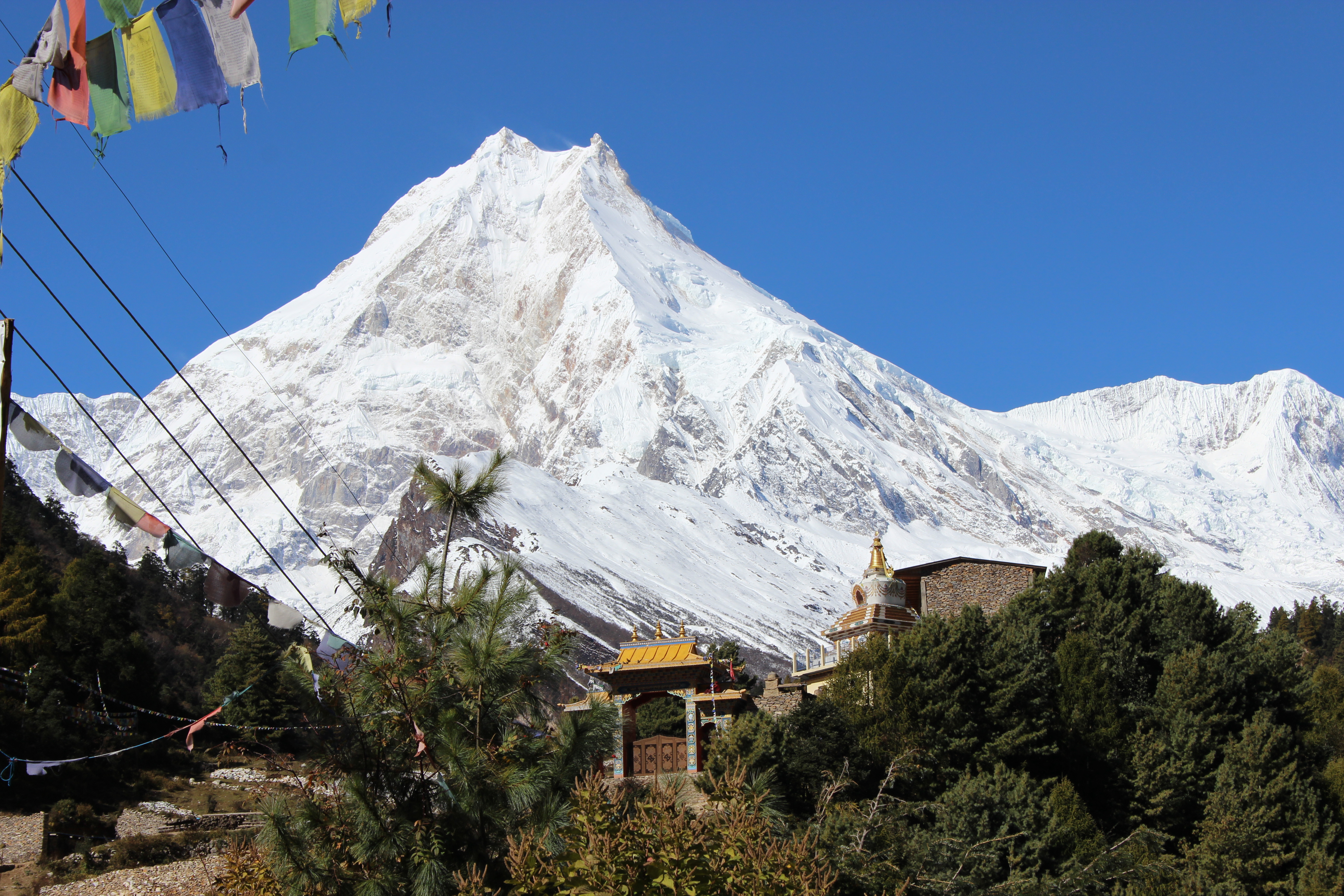
Manaslu-Ostflanke mit 3000 Meter Leukogranit, gesehen vom Kloster Ribum in Lho

Der Manaslu-Granit besitzt eine Foliation, auch wenn diese oft nur sehr schlecht zu erkennen ist. Diese ist vorwiegend magmatischen Ursprungs und meist sehr homogen ausgebildet, kann aber von Muskovit-reichen Scherbändern unter Ausbildung von S-C-Geometrien gequert werden. In der Nähe der Plutonbasis am Südende des Massivs streicht die Foliation im Mittel N 110 und fällt mit etwas mehr als 40° nach NNO ein. Im Zentrum der Intrusion wird sie unregelmäßig, versteilt auf 50° und streicht hier überwiegend N 070. Am Nordende am Larkya La dreht die Streichrichtung schließlich auf Nord-Süd und fällt zwischen 20 und 50° nach Ost ein. Die zugehörigen Strecklineare sind ebenfalls nur sehr undeutlich ausgebildet. An der Basis verlaufen sie Ost-West, im Zentrum Nordost-Südwest und N 070 am Ostrand. Ihr Einfallswinkel ist sehr flach am Ostrand, ansonst beträgt der Winkel meist 40°in östliche bzw. nordöstliche Richtung. Diese Ergebnisse spiegeln sich in AMS-Daten wider, welche nur geringfügige Abweichungen aufweisen.
Imbrikationen von Alkalifeldspatkristallen deuten auf nicht koaxiale magmatische Fließbewegungen. Die Muskovit-Scherbänder sind spätmagmatisch und belegen einen Top nach Ost gerichteten Schersinn.
Die Verformungen schritten im Solidusbreich weiter fort, sind aber im Vergleich zu den magmatischen Strukturen eindeutig untergeordnet. Bei hohen Temperaturen oberhalb 500 °C entstanden Unter- und Neukörner in Quarz. Bei Temperaturen unterhalb von 500 °C bildeten sich Prismenbänder in Quarz und es kam zu dynamischer Rekristallisation mit gleichzeitiger Korngrößenverringerung. Die Glimmer zeigen Undulöse Auslöschung und Knickbänder und die Feldspäte werden von millimeterdicken, mit Quarz, Chlorit und Tonmineralen ausgefüllten Scherbändern durchsetzt. Strukturen des spröden Bereichs sind von Quarz und Turmalin bedeckte Verwerfungen, die im Innern des Massivs Südsüdost streichen und mit 70° nach WSW einfallen.

## Entstehung
Gewöhnlich wird angenommen, dass die Leukogranite des Himalayas durch Aufschmelzen von pelitischen Biotit-Gneisen des GHC entstanden, in die neben der erzeugten Reibungswärme entlang der MCT zusätzlich Flüssigkeit während des Überschiebungsvorgangs eindringen konnte und somit den Schmelzvorgang erleichterte. Als zusätzliche Wärmequelle darf die Krustenverdickung angenommen werden. Eine andere Hypothese geht im Gegensatz davon aus, dass die Leukogranite im dehydrierten Zustand und unter Druckentlastung, herbeigeführt durch Bewegungen am STDS, gebildet wurden. Aufgeschmolzen wurden hierbei Muskovit und möglicherweise auch Biotit. Demzufolge war die Anatexis unmittelbar nach den Bewegungen am STDS erfolgt und daher nicht unbedingt synchron mit den Überschiebungen an der MCT. Auch die Migmatite werden oft als Ausgangsgestein betrachtet. Ihre Leukosome besitzen zwar sehr ähnliche geochemische Zusammensetzungen, es bestehen aber dennoch Unterschiede zum Manaslu-Granit, insbesondere was die Elemente Rubidium, Strontium, Europium und das sehr stark abgereicherte Fluor anbelangt. So ist das Rb/Sr-Verhältnis bei den Migmatiten mit 0,7 bis 1,4 wesentlich niedriger als im Leukogranit, der Werte von 2,0 bis 6,0 aufweist.
Da die Foliationsebenen im Manaslu-Granit S-förmig gekrümmt sind, deutet dies neben der Chame-Überschiebung im Süden auf eine weitere rechtsverschiebende Scherzone unmittelbar im Norden der Intrusion. Es bieten sich sodann zwischen diesen beiden Schersystemen zwei räumliche Entstehungsmodelle an, welche den Aufstieg des Magmas erst ermöglichten:
- als Pull-Apart
- als großdimensionale Zerr- oder Fiederspalte (engl. tension gash)

Das zweite Modell dürfte aufgrund der Foliationsverhältnisse im Leukogranit wahrscheinlicher sein und lässt auf eine parallel zur Längserstreckung der Intrusion in Nordwest-Südost-Richtung verlaufende Hauptspannung schließen.

## Metamorphose
Die Intrusion des Manaslu-Granits bewirkte in den Hüllgesteinen der GHC eine Kontaktmetamorphose mit einer knapp 100 Meter breiten Kontaktaureole. In den pelitischen Schiefern des Dachbereichs kam es zur Neubildung von Biotit, Muskovit, Staurolith und Granat. In den tiefer gelegenen Kalksilikatgneisen entstand Wollastonit und Skapolith. Unterhalb des Plutons treten hochgradige Paragenesen mit Diopsid  und Alkalifeldspat in metamorphosierten Kalken auf, was auf Temperaturen oberhalb von 500 °C hinweist.

## Zeitliche Entwicklung
Für das Eindringen des Manaslu-Granits lassen sich anhand von Th-Pb-Datierungen mit einer Sekundärionen-Mikrosonde an Monazit nach Harrison und Kollegen (1998) zwei Hauptphasen unterscheiden:
- die Larkya-Phase, datiert auf 22,9 ± 0,6 Millionen Jahre (Aquitanium)
- die Bimtang-Phase, datiert auf 19,3 ± 0,3 Millionen Jahre (Burdigalium).

Duktile Scherbewegungen entlang der Main Central Thrust und auch an der Chame-Überschiebung hatten nach Abschluss der Larkya-Phase bereits im frühen Miozän zwischen 22,5 und 21 Millionen Jahren im Aquitanium stattgefunden, wohingegen spröde Abschiebungen an der höher gelegenen STD erst nach der Bimtang-Phase zwischen 19 und 18 Millionen Jahren während des Burdigaliums einsetzten und bis 16 Millionen Jahre andauerten. Im mittleren Miozän zwischen 18 und 15 Millionen Jahren (Zeitraum Burdigalium/Langhium) wurden der Manaslu-Granit und seine ihn umgebenden GHC-Gesteine exhumiert und folglich sehr stark abgekühlt. So wurden im Langhium zwischen 15 und 13 Millionen Jahren bereits rund 350 °C erreicht (Muskovit-Verschlusstemperatur).
Die Ursachen für die Abkühlung lagen in der Ost-West-Streckung des nördlich der STD gelegenen, Nordnordost-streichenden Thakkhola-Grabens im Zeitraum 14 bis 5 Millionen Jahre (spätes Miozän – Serravallium bis Messinium) und im nach Süden fortschreitenden Übergreifen der Überschiebungen in den Lesser Himalaya. Die ältesten Sedimente im Thakkola-Graben wurden mit 11 bis 9,6 Millionen Jahren ins Tortonium datiert.